# Ursus A

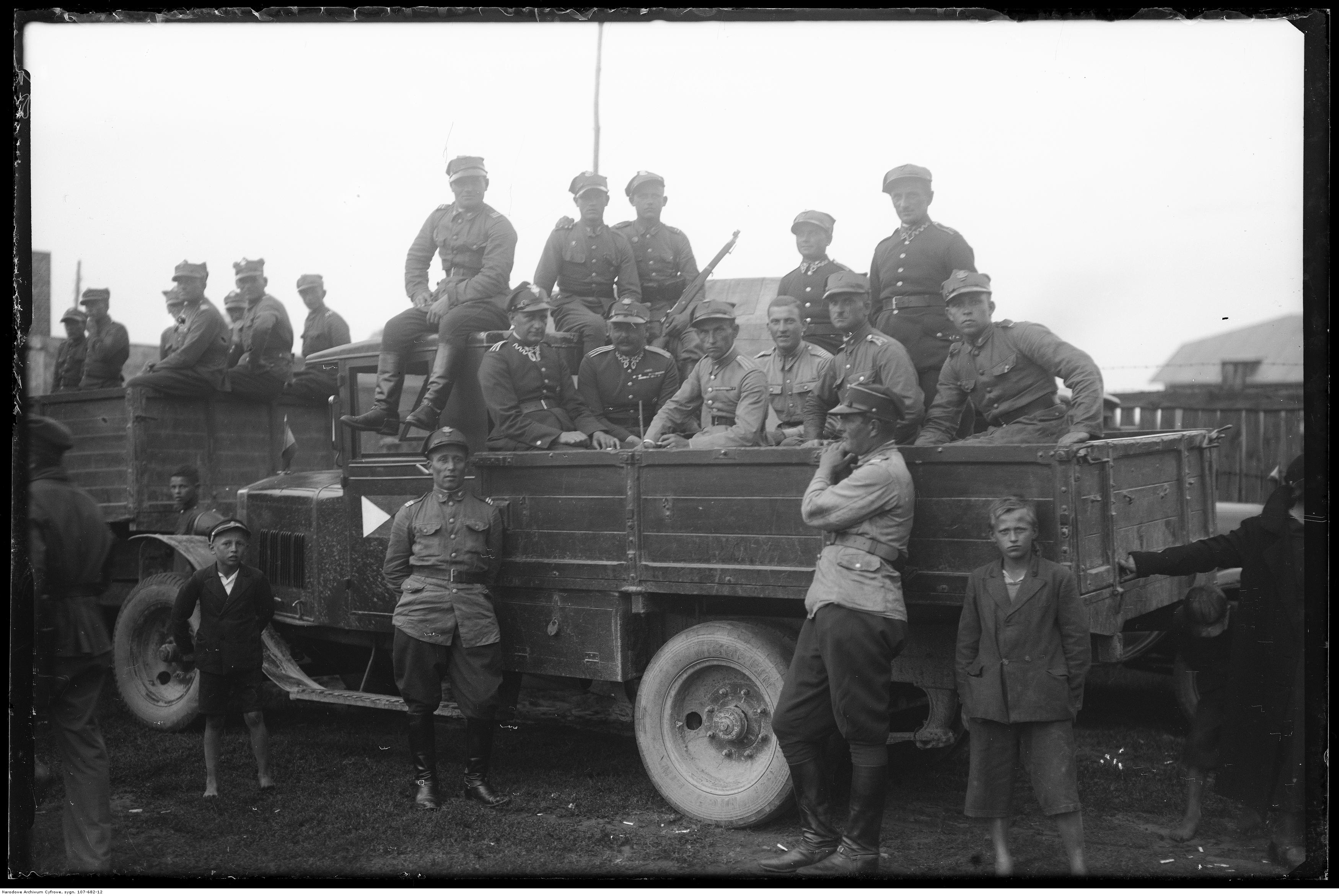
Ursus A późnej produkcji w polskiej służbie wojskowej

Ursus A – rodzina polskich samochodów i autobusów z okresu międzywojennego produkcji Zakładów Mechanicznych Ursus w Warszawie.

## Historia modelu
W maju 1924 roku Ministerstwo Spraw Wojskowych podpisało z Z.M. Ursus umowę na dostawę 3-tonowych Berlietów CBA i 1,5 tonowych S.P.A. 25/C Polonia, co pozwoliło zakładom na rozbudowę fabryki w Czechowicach pod Warszawą. Dostawa miała być zrealizowana w 3 partiach - po 200 Berlietów i 150 S.P.A.: pierwsza partia miała być importowana, druga montowana z importowanych części, trzecia produkcji całkowicie krajowej. 
Niestety w rzeczywistości uzyskano zgodę Ministerstwa na sprowadzenie drugiej partii w stanie zmontowanym, na odstąpienie od produkcji Berlietów i zastąpienie ich 1,5 tonowymi S.P.A. w liczbie 375 sztuk.
Pierwsza partię 52 ciężarówek Ursus wyprodukowanych już w Polsce, zademonstrowano 11 lipca 1928 roku i w stosunku do licencyjnego oryginału firmy S.P.A. posiadały różnice związane z przystosowaniem do polskich warunków. Biuro Konstrukcyjne pod kierownictwem inż. Witolda Jakusza stworzyło też inne wersje, a produkcję zakończono w 1931 roku.
Wyprodukowano około 1200 tych pojazdów - choć źródła mówią o 884 (509 cywilnych i 375 wojskowych).
O dobrej ich jakości świadczyć może wzięcie udziału w rajdzie Warszawa - Zakopane - Warszawa i fakt wjechania na pokrytą śniegiem Gubałówkę, gdy zagraniczni konkurenci wycofali się z rajdu z uwagi na wyjątkowo silne mrozy i ciężkie warunki terenowe.

## Wersje

### Ursus typ A i A30
Był to podstawowy model o ładowności powiększonej w stosunku do S.P.A. do 2 ton, a później 2,5 tony. Szkielet kabiny i skrzyni ładunkowej wykonany był z drewna, nadwozie osadzone było na ramie tłoczonej z blachy stalowej. Późniejsze Ursusy A, A30 i AW posiadały tzw. wspornik górski - czyli wspornik opuszczany i wbijany w drogę w razie zatrzymania pojazdu na pochyłości. 
Na podwoziach typu A i A30 budowano wozy strażackie, miejskie polewaczki, cysterny, sanitarki, ambulanse pocztowe i autobusy 20-osobowe.

### Ursus typ AT
Na bazie seryjnego podwozia typu A powstał model AT - 3-osiowy o napędzanych 2 tylnych osiach oraz Ursus 303, o drugiej tylnej osi typu wleczonego. Podstawowa różnica to zastąpienie mostu tylnego przez mosty zawieszone na resorach. 

### Ursus typ AW

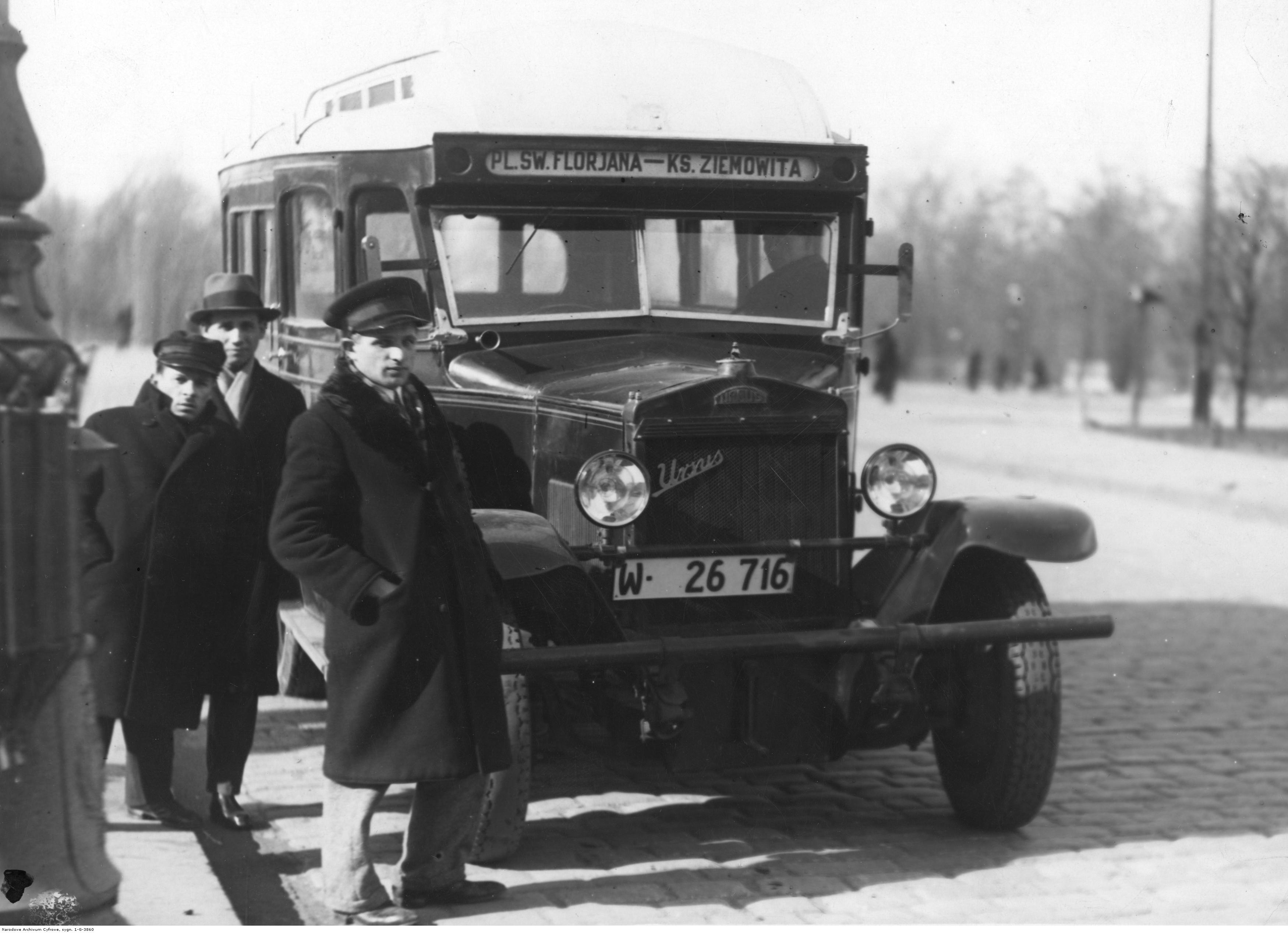
Autobus na podwoziu Ursus AW

W 1928 powstało podwozie Ursus typ AW czyli wzmocnione, wydłużone i poszerzone (rozstaw osi 4,5 m, rozstaw kół 1,6 m, długość 6,8 m). Nośność wzrosła do 2,5 - 3 ton, co pozwoliło na karosowanie podwozi jako 22-osobowe autobusy. Zwiększona masa pojazdu wymogła zastosowanie hamulców na 4 koła. Wybudowano prawdopodobnie około 200 podwozi typu AT i AW.

### Ursus typ C
Ursus planował zaprojektowanie i wytwarzanie niewielkich samochodów osobowych (rozstaw osi – 2,7 m, rozstaw kół – 1,3 m), średniolitrażowych (ok. 1600 ccm). Początkowo miały być  wyposażone w zespół napędowy francuskiej firmy CIME. Jednakże ten typ pojazdu – w nomenklaturze zakładów model „URSUS typ C” nie został zbudowany.
Na bazie podwozia Ursusa A skonstruowano także samochód pancerny wz. 29.

### Dane techniczne
- Nadwozie: ciężarowe, drewniano - stalowe, osadzone na ramie
- Silnik: 4-cylindrowy, 4-suwowy, dolnozaworowy, chłodzony cieczą, umieszczony z przodu napędzający koła tylne
- Średnica cylindra x skok tłoka /pojemność skokowa: 85 x 120 mm / 2873 cm3
- Stopień sprężania - 6,3:1
- Moc: 25,7 kW (35 KM) przy 1800 obr./min.
- Sprzęgło: suche, wielotarczowe
- Skrzynia biegów: o 4 przełożeniach
- Zawieszenie: przednie i tylne - oś sztywna, resory piórowe półeliptyczne
- Hamulce mechaniczne bębnowe: nożny na koła tylne, ręczny na wał napędowy
- Ogumienie: o wymiarach 895 x 135 mm lub 32 x 6"
- Długość / wysokość / szerokość pojazdu z budą: 5115 / 2500 / 2000 mm
- Rozstaw kół / rozstaw osi: 1500 / 3500 mm
- Masa własna podwozia pojazdu: 1540 kg
- Prędkość maksymalna: 60 km/h
- Zużycie paliwa: 21 l/100 km.